# De Zonheuvel
De Zonheuvel is een gemeentelijk monument aan de Soesterbergsestraat 127 in de gemeente Soest in de provincie Utrecht.
Het voormalige doktershuis werd in 1927 gebouwd naar een ontwerp van de architect H.F. Mertens uit Bilthoven. Het was een onderdeel van het sanatorium Zonnegloren, waar lijders aan tuberculose kuurden. Dit sanatorium werd gebouwd voor de Christelijke vereniging tot Stichting en Instandhouding van Sanatoria voor Lijders aan Tuberculose uit Utrecht. Het sanatorium is inmiddels afgebroken.
De Zonheuvel is gebouwd op een duin en heeft stijlkenmerken van de Amsterdamse School. De nok van het afgewolfde rieten dak loopt evenwijdig aan de Soesterbergsestraat. Tegen de asymmetrische voorgevel is een erker gebouwd. Aan de rechtergevel is eveneens een erker gebouwd, deze is met een balkon en een gemetselde balustrade. De meeste vensters hebben een liggend aanzien en zijn allemaal voorzien van roeden.